# 佐藤明洋
佐藤 明洋（さとう あきひろ、1972年11月1日 - ）は、日本のお笑い芸人。福島県安達郡安達町（現：二本松市）出身。吉本興業東京本社所属。
芸名は幾度か変更を行っており、佐藤スペクター さ藤すぺくたーなどを名乗っていたが2023年11月頃からは金銀財宝☆只野編隊の芸名を使用している。

## 来歴
高校卒業後、俳優を志し上京。劇団青年座所属経験がある。
アルバイト先で知り合った芸人狩野英孝の影響でお笑いの世界に方向転換する。
吉本興業の養成所である東京NSC13期生として入学。卒業後吉本興業東京本社所属となる。
カルテットグループ「ごきげん」で活動するが解散。その後ピン芸人となる。
2022年現在は主にインターネットネットラジオ（東京ネットラジオ）でアンチエイジ徳泉とのコンビで「佐藤明洋とアンチエイジ徳泉のごきげんなラジオ」に出演している。
2023年11月からは同ラジオを徳泉が卒業したため、ソロ番組「金銀財宝☆只野編隊のごきげんなラジオ」出演となっている。

## 芸風
風貌が似ていることからデーブ・スペクターのものまねを得意とし、それに合わせ佐藤スペクターを名乗っていた時期がある。
その他、ドナルド・トランプやつるの剛士のものまねがレパートリーにある。

## 出演

### ラジオ番組
- 金銀財宝☆只野編隊のごきげんなラジオ（東京ネットラジオ）

### インターネット番組
- 吉本カルテット芸人ごきげん（YouTube）

## エピソード
2023年6月、アルバイト先のコンビニエンスストアで詐欺により高額プリペイドカードをだまし取られそうになった男性を不審に思い説得。被害を未然に防いだ。それにより翌月警視庁練馬警察署より感謝状が贈られた。